# Eugène Martial Simas
Eugène-Martial Simas, né le 31 août 1862 à Paris et mort le 30 septembre 1939 à Saint-Julien-du-Sault, est un peintre, décorateur de théâtre, architecte d'intérieur, cartonnier et illustrateur français, qui fut actif de 1893 au début des années 1930.

## Parcours
Fils du parisien Louis Émile Simas, fabricant de chapeau, et de Catherine Adolphe Victorine Gibus, la vie d'Eugène-Martial Simas, artiste éclectique et très ancré dans l'Art nouveau, reste à ce jour peu documentée.
Il fut l'élève du décorateur Jean-Baptiste Lavastre jusqu'à son décès en 1891. Vers 1905, il s'associe avec Eugène Carpezat. Il signe ses œuvres « M. Simas ».
Installé à Paris depuis 1882, on le retrouve en 1898 au no 9 rue Ganneron où il demeure avec sa mère et sa future épouse. Il participe entre 1896 et 1899, au Salon de la Société nationale des beaux-arts, présentant de nombreux éléments de décors. Il expose également entre 1895 et 1898 des peintures au Salon des amis des arts à Nantes.
Sa réputation de concepteur de décors faïencés semble acquise dès 1893 : il travaille pour les villes de Lyon, Nantes, Tours, Créteil, parfois en lien avec les ateliers de la Manufacture de Sarreguemines.  En 1895, il signe une grande partie des mosaïques et des faïences de la brasserie parisienne Mollard. Quelques exemples de ses travaux paraissent dans The Studio et Art et décoration.
Il conçoit des projets de vases pour la Manufacture de Sèvres entre 1899 et 1909, notamment pour la participation de cet établissement à l'Exposition universelle de 1900.
En 1898-1900, il s'attelle avec son condisciple Théophile Laumonnerie à la conception et décoration du château Laurens.
Après 1900, il travaille comme illustrateur pour Le Figaro illustré, et réalise des décors pour l'Opéra de Paris après avoir repris la succession de Carpezat : La Damnation de Faust (1908), Roma (1912), Fervaal, Parsifal (1914). Il entretient une correspondance avec le musicologue Adolphe Boschot.
Après la Première Guerre mondiale, on retrouve sa trace en tant que décorateur de l'opéra Esclarmonde (1923), et aussi comme illustrateur et peintre : il expose en 1926, dans l'Aisne, puis en mai 1929, à la galerie d'art des magasins du Bon Marché (Paris 6e).

## Vie privée
Il épouse en novembre 1898, Anne-Marie Dalbergue (née en 1854), en présence de ses amis et témoins, les peintres et décorateurs Théophile Laumonnerie et Félix Beaulieu.
En 1912, il habite au no 50 boulevard de la Villette à paris.
Sa mort, survenue le 30 septembre 1939, passe inaperçue du fait de l'entrée en guerre avec l'Allemagne.

## Œuvres dans les collections publiques
- 1890 - 1915 : panneau « La champagne », faïence, bois, Manufacture de Sarreguemines, Musées du vin de Champagne et d'Archéologie, Épernay.
- 1893 : Affiche du bal des étudiants au Grand Théâtre de Lyon (4 mars).
- 1895 : Décors faïencés de la Brasserie Mollard (Paris).
- 1896 : Affiche « Ludivine, liqueur de l’Abbaye de Poissy », papier, lithographie couleur, imprimée par Edward Ancourt (musée des arts décoratifs de Paris)[1].
- 1897 : Toiles marouflées, Maison du Combattant à Créteil (4 × 606 cm x 230 cm).
- 1897-1900 : Publicités et panneaux pour Lefèvre-Utile (Nantes).
- 1896-1898 : Décors faïencés de la gare de Tours.
- 1898 : Panneaux publicitaires pour la Manufacture de Sarreguemines (musée de la faïencerie de Sarreguemines).
- 1899 : Décors faïencés et aménagement de la salle de bains du Château Laurens.

## Ouvrages illustrés
- Le Sortilège, poèmes d’Édouard Beaufils, Paris, Alphonse Lemerre, 1929

## Galerie

Œuvres d'Eugène-Martial Simas
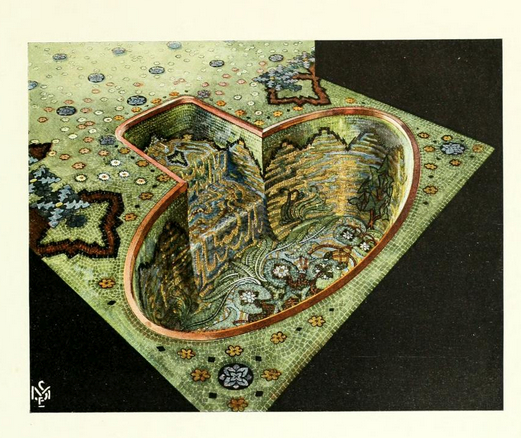
Dessin d'une baignoire en mosaïque pour le château Laurens, Agde (1899).
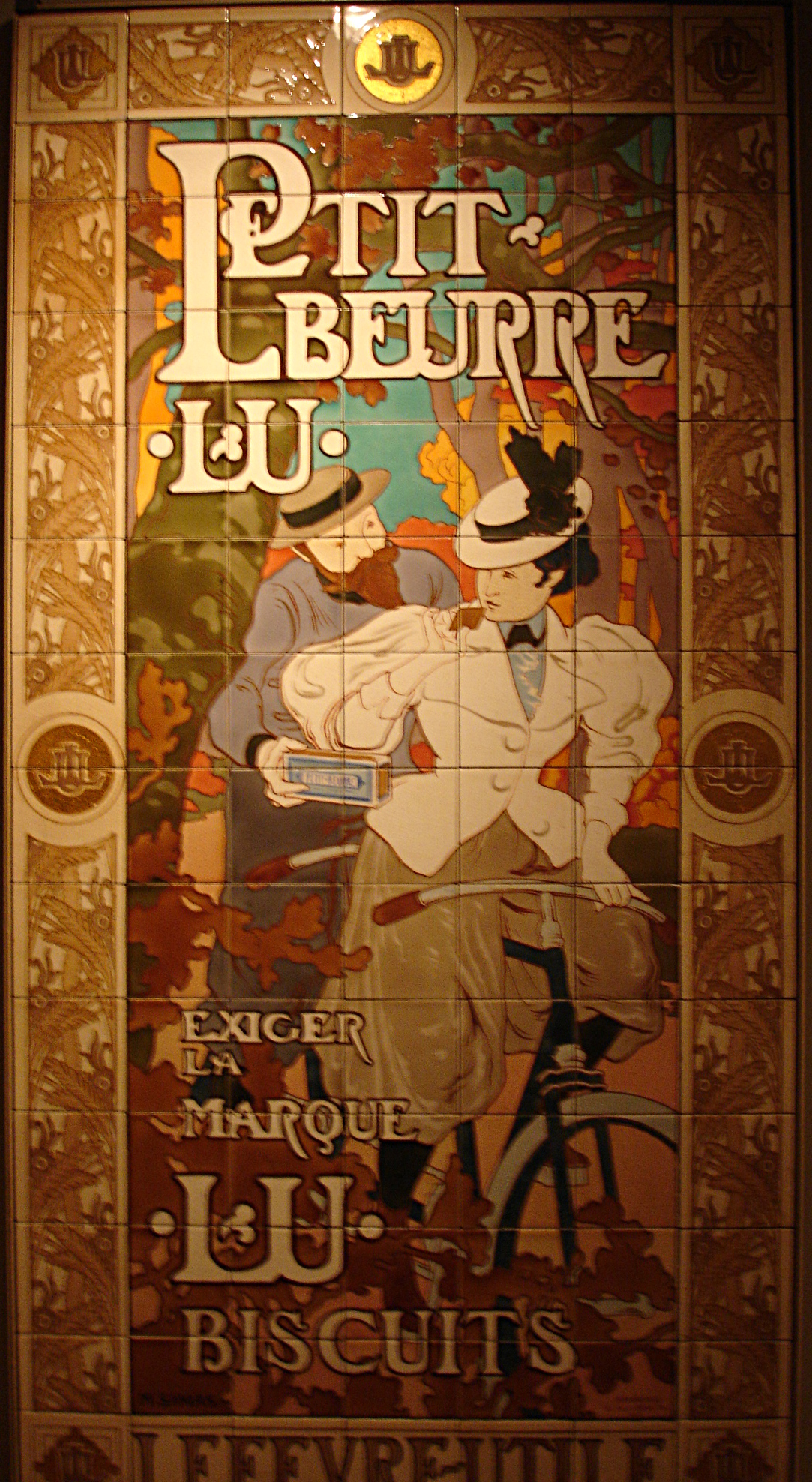
Panneau en céramique émaillée exécuté pour l'Exposition universelle de 1900, Nantes, musée du château des ducs de Bretagne.
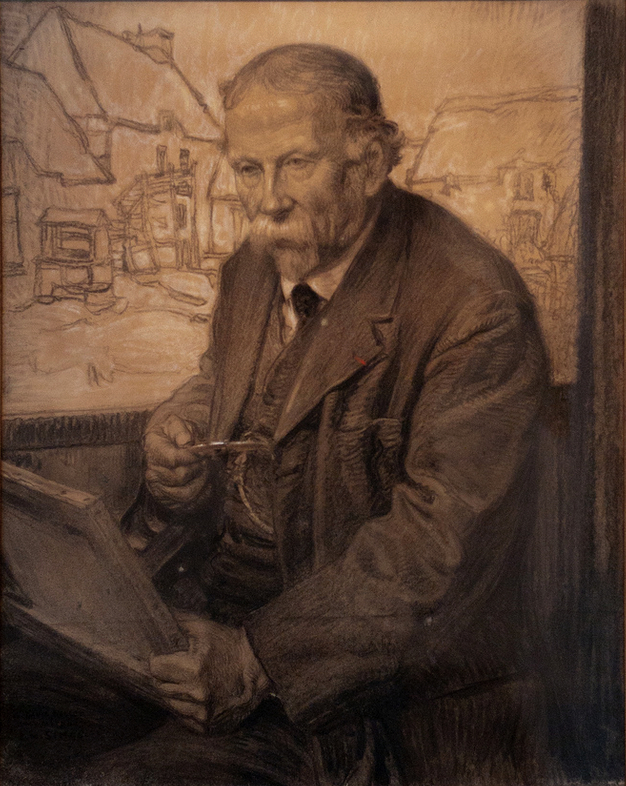
Portrait de Germain David-Nillet (1929), fusain, musée du Faouët.